# Wilhelm Ferdinand Bärensprung
Wilhelm Ferdinand Bärensprung (* 18. Mai 1792 in Liebenwerda; † 24. September 1855 in Werdau) war ein deutscher Pfarrer.

## Leben
Wilhelm Ferdinand Bärensprung wurde 1792 Liebenwerda in der Elbe-Elster-Region geboren, wo sein Vater Apotheker gewesen sein soll. Im Jahre 1824 wurde er Pfarrer in Liptitz und bereits 1828 Oberpfarrer und Ephorie-Adjunkt in Werdau. Im Jahre 1838 wird er in Werdau als Oberpfarrer und Superintendent der in jenem Jahr neu geschaffenen Ephorie Werdau verzeichnet.
Bärensprungs Nachlass befindet sich in der Gegenwart im Sächsischen Staatsarchiv.

## Werk
- Predigten vor seiner Gemeinde gehalten und ihr zur bleibenden Erinnerung, auch zur Erbauung jedes Freundes der Religion. (hg.) 1826.
- Predigten vor der Gemeinde zu Liptitz bei Hubertusburg gehalten. Leipzig, 1826. Kayser. 144 S. 15 Ngr.
- Lieder mit Pianoforte- und Guitarrebegleitung. Leipzig, 1815. Hofmeister. 7 Bogen.